# Cyclophorus horridulum
Cyclophorus horridulum је пуж из реда Architaenioglossa и фамилије Cyclophoridae.

## Угроженост
Ова врста је наведена као изумрла, што значи да нису познати живи примерци.

## Распрострањење
Ареал врсте је био ограничен на острва Мајот, између Мадагаскара и главне масе афричког копна.

## Станиште
Ранија станишта врсте су била слатководна подручја.